# Cecilia Martinez
Cecilia Martinez (24 mei 1947) is een tennisspeelster uit de Verenigde Staten van Amerika.
Zij begon op negenjarige leeftijd met het spelen van tennis.
Martinez studeerde aan de San Francisco State University, en in 1966 werd ze USTA Intercollegiate Women’s Singles Champion.
In 1970 speelde ze de kwartfinale van Wimbledon in het enkelspel, maar ze speelde op Wimbledon ook in het dubbelspel en gemengddubbelspel.